# Brudersdorf (Nabburg)
Brudersdorf ist ein Ortsteil der Stadt  Nabburg im Oberpfälzer Landkreis Schwandorf (Bayern).

## Geografie
Brudersdorf liegt 500 Meter nördlich der Bundesautobahn 6 und ungefähr 5 Kilometer westlich von Nabburg. Am östlichen Ortsrand fließt von Norden nach Süden der Ochsenbach entlang.
Durch Brudersdorf führte eine alte Handelsstraße. Sie wurde im Volksmund „Zigeunerweg“ oder auch „Steinköppel“ genannt. Sie verlief von Amberg über Moos – Hiltersdorf – Holzhaus – Kohlmühle – Etsdorf – Inzendorf – Brudersdorf – Diepoltshof nach Nabburg und weiter nach Böhmen.

## Geschichte
Diepold III. von Vohburg gründete 1119 das Kloster Reichenbach am Regen und 1133 das Kloster Waldsassen. In der zweiten Hälfte des 13. Jahrhunderts wurden Besitzungen in Brudersdorf (auch: Pruderstorf) an das Kloster Waldsassen übereignet. 1266 kam das Vermögen des Reinbot von Tännesberg in Brudersdorf samt Güter, Zinsen, Zehenten und Schutzrechten an das Kloster Waldsassen.
1460 wurde vom Vitztum, dem Nabburger Pfleger, eine Wochenmarktsordnung erlassen. In dieser Ordnung wurden die pflegämtischen Dörfer um Nabburg, darunter auch Brudersdorf, verpflichtet, den Wochenmarkt von Nabburg zu besuchen. 1527 wurde diese Ordnung dahin gehend präzisiert, dass alle Kaufgeschäfte grundsätzlich nur auf dem offenen Markt in Nabburg an den dort vorgeschriebenen Plätzen zu tätigen seien. Bei Nichtbefolgung drohten Strafen von 1/4 bis zu 1 Gulden.
Im Salbuch von 1473 wurde Brudersdorf mit einer Steuer von 5 Schilling und 7 Pfennig aufgeführt. Im Salbuch von 1513 war Brudersdorf mit 3 Höfen, 2 Halbhöfen, einem Viertelhof und einer Öde, genannt Ruitten, verzeichnet. Im Registraturbuch aus dem Jahr 1565 des Klosters Reichenbach wurde Brudersdorf verzeichnet als zur Propstei an der Naab gehörig.
Während des Dreißigjährigen Krieges erlebte die Region einen Bevölkerungsrückgang. 1500, 1523, 1583, 1631 hatte Brudersdorf 6 Untertanen, 1658 waren es 4 und 1712 waren es wieder 6. Die Kriegsaufwendungen betrugen 429 Gulden.
Im Amtsverzeichnis von 1596 erschien Brudersdorf mit 4 ganzen Höfen und 2 Halbhöfen. Im Türkensteueranlagsbuch von 1606 waren für Brudersdorf 4 Höfe, 3 Güter, eine Tafernwirtschaft, ein Hüter, 8 Pferde, 6 Ochsen, 20 Kühe, 16 Rinder, 9 Frischlinge, 154 Schafe, 1 Schwein und eine Steuer von 24 Gulden und 25 Kreuzer eingetragen.
Im Steuerbuch von 1630 wurde als zum Burggut Nabburg gehörig in Brudersdorf ein Gut mit 2 Ochsen, 3 Kühen, 5 Rindern, 2 Frischlingen, 2 Bienenstöcken und einer Steuer von 3 Gulden und 18 Kreuzern verzeichnet. 1709 gehörte eine Familie aus Brudersdorf zum Burggut Nabburg.
Im Herdstättenbuch von 1721 erschien Brudersdorf mit 7 Anwesen, 8 Häusern und 8 Feuerstätten, im Herdstättenbuch von 1762 mit 7 Herdstätten, 3 Inwohnern und einer Herdstätte im Hirtenhaus mit einem Inwohner. Zusätzlich zum Burggut Nabburg gehörig ein Anwesen mit einem Haus und einer Feuerstätte. 1792 hatte Brudersdorf 6 hausgesessene Amtsuntertanen. 1808 gab es in Brudersdorf 7 Anwesen und ein Hirtenhaus. Zusätzlich zum Burggut Nabburg gehörig eine Herdstätte mit einem Inwohner.
1808 begann in Folge des Organischen Ediktes des Innenministers Maximilian von Montgelas in Bayern die Bildung von Gemeinden. Dabei wurde das Landgericht Nabburg zunächst in landgerichtische Obmannschaften geteilt. Brudersdorf wurde Obmannschaft. Zur Obmannschaft Brudersdorf gehörten: Brudersdorf, Diepoltshof, Passelsdorf, Lissenthan, Etzelhof, Bergelshof und Ödhof.
Dann wurden 1811 in Bayern Steuerdistrikte gebildet. Dabei wurde Brudersdorf Steuerdistrikt. Der Steuerdistrikt Brudersdorf bestand aus den Dörfern Brudersdorf, Passelsdorf und Diepoltshof und der Einöde Oedhof. Er hatte 26 Häuser, 155 Seelen, 230 Morgen Äcker, 100 Morgen Wiesen, 110 Morgen Holz, 3 Weiher, 12 Morgen öde Gründe und Wege, 1 Pferd, 16 Ochsen, 36 Kühe, 50 Stück Jungvieh, 100 Schafe und 24 Schweine.
Schließlich wurde 1818 mit dem Zweiten Gemeindeedikt die übertriebene Zentralisierung weitgehend rückgängig gemacht und es wurden relativ selbständige Landgemeinden mit eigenem Vermögen gebildet, über das sie frei verfügen konnten. Brudersdorf wurde Ruralgemeinde. Die Gemeinde Brudersdorf bestand aus den Ortschaften Brudersdorf mit 10 Familien, Passelsdorf mit 9 Familien, Diepoltshof mit 7 Familien, Ödhof mit einer Familie, Lissenthan mit 10 Familien, Etzelhof mit 7 Familien und Bergelshof mit 6 Familien. Im Grundsteuerkataster von 1842 erschien die Steuergemeinde Brudersdorf mit 50 Hofgebäuden und 3923 Tagewerk Grund. 1946 wurden die Ortschaften Fraunberg, Karberg, Obersteinbach und Ragenhof aus der Gemeinde Iffelsdorf nach Brudersdorf eingemeindet. Die Gemeinde Brudersdorf blieb bis 1972 bestehen und wurde dann nach Nabburg eingegliedert.
Brudersdorf gehörte mit seiner Filialkirche Mariä Heimsuchung vom 18. bis zum 20. Jahrhundert zur Pfarrei Nabburg, Dekanat Nabburg. Zur Filialkirche Brudersdorf, gehörten neben Brudersdorf noch Legendorf, Etzelhof, Lissenthan, Diepoltshof, Passelsdorf, Obersteinbach, Fraunberg, Ragenhof und Windpaißing.

## Einwohnerentwicklung ab 1819
| Jahr | Einwohner   | Gebäude |
| ---- | ----------- | ------- |
| 1819 | 10 Familien | k. A.   |
| 1828 | 26          | 4       |
| 1838 | 70          | 11      |
| 1864 | 83          | 38      |
| 1875 | 80          | 43      |
| 1885 | 92          | 15      |
| 1900 | 55          | 10      |
| 1913 | 58          | 8       |

| Jahr | Einwohner | Gebäude |
| ---- | --------- | ------- |
| 1925 | 68        | 7       |
| 1950 | 74        | 8       |
| 1961 | 47        | 10      |
| 1964 | 47        | 10      |
| 1970 | 53        | k. A.   |
| 1987 | 47        | 10      |
| 2011 | 40        | k. A.   |

## Sehenswürdigkeiten

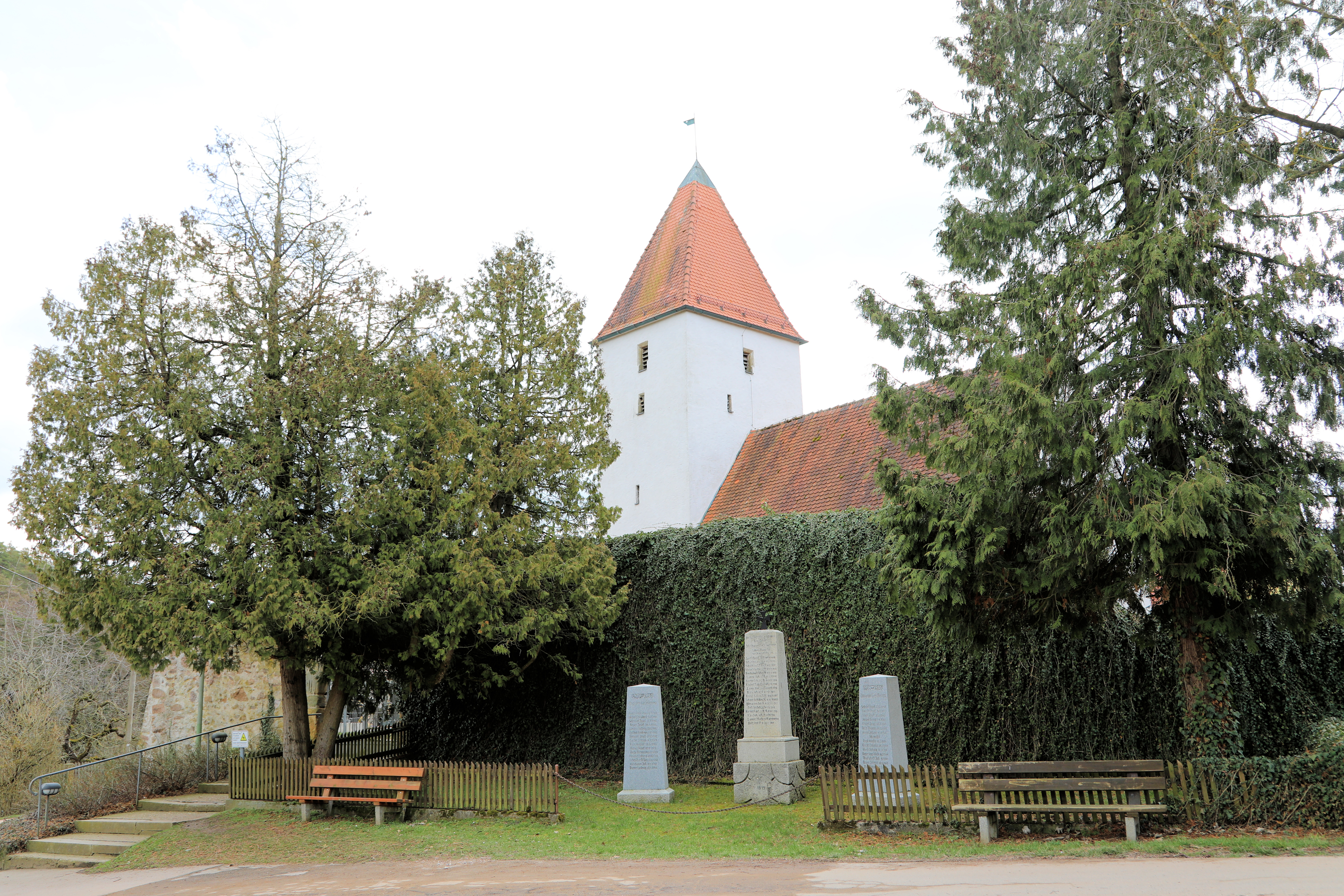
Kirche (2023)
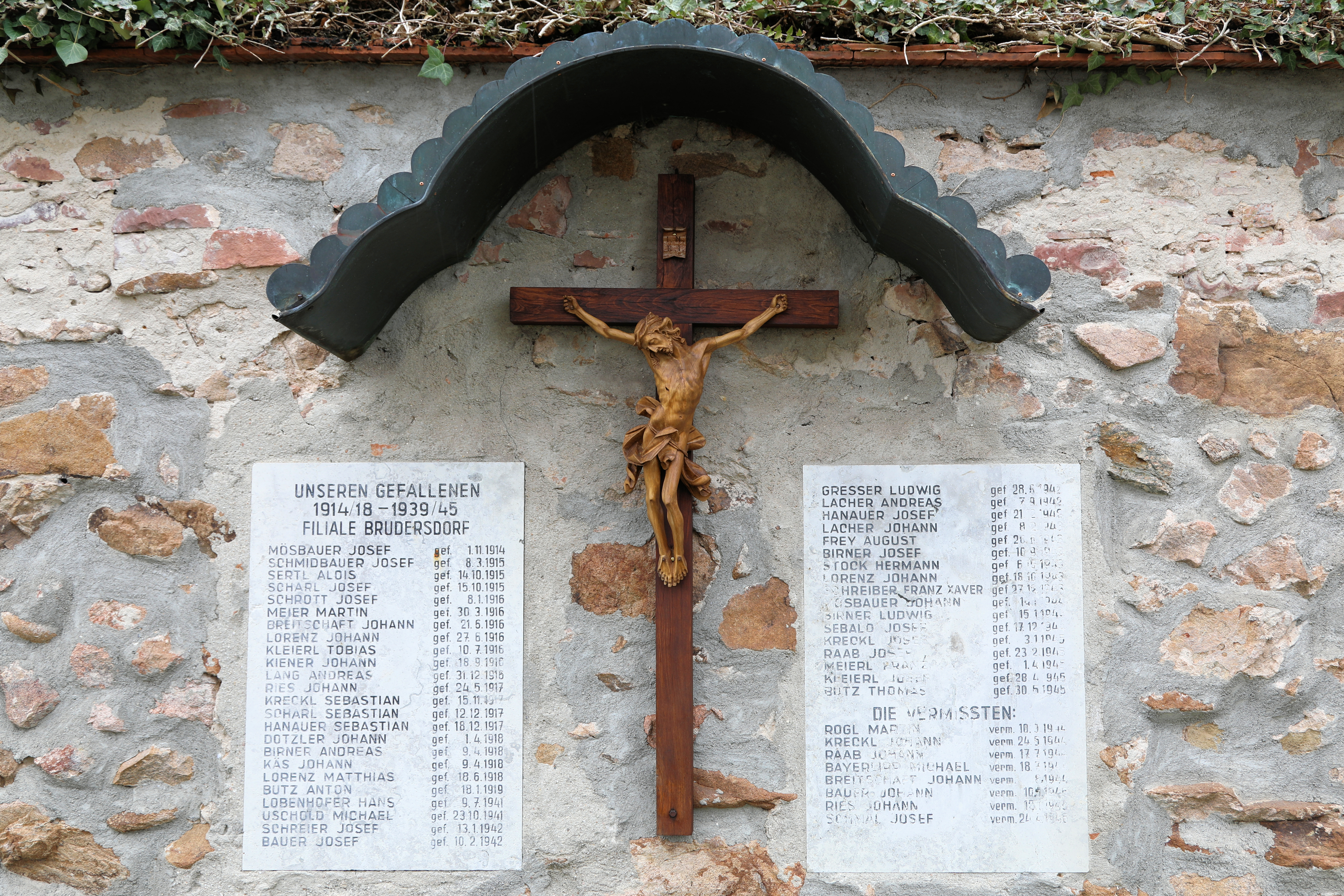
Gedenktafeln
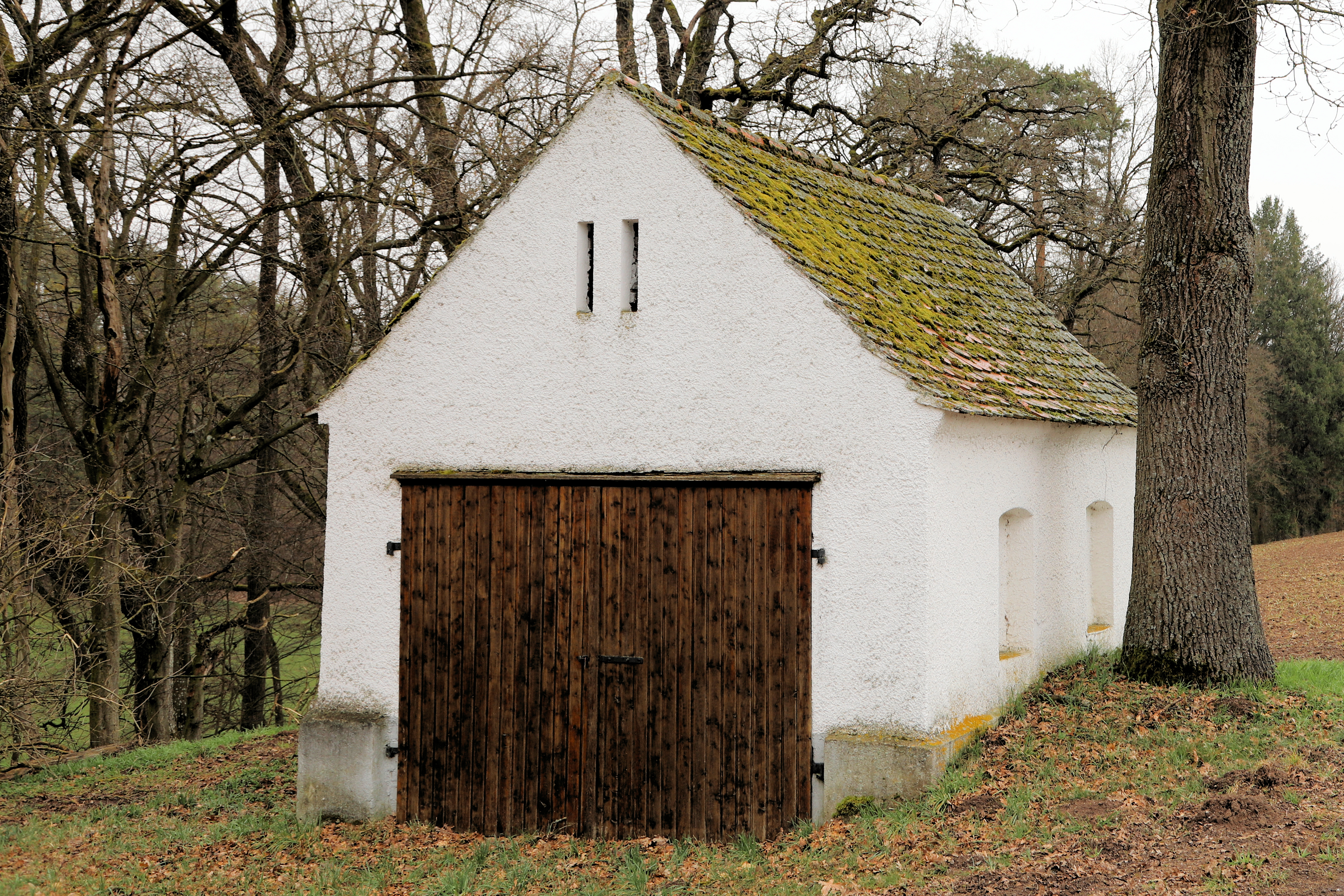
Ehemalige Kapelle
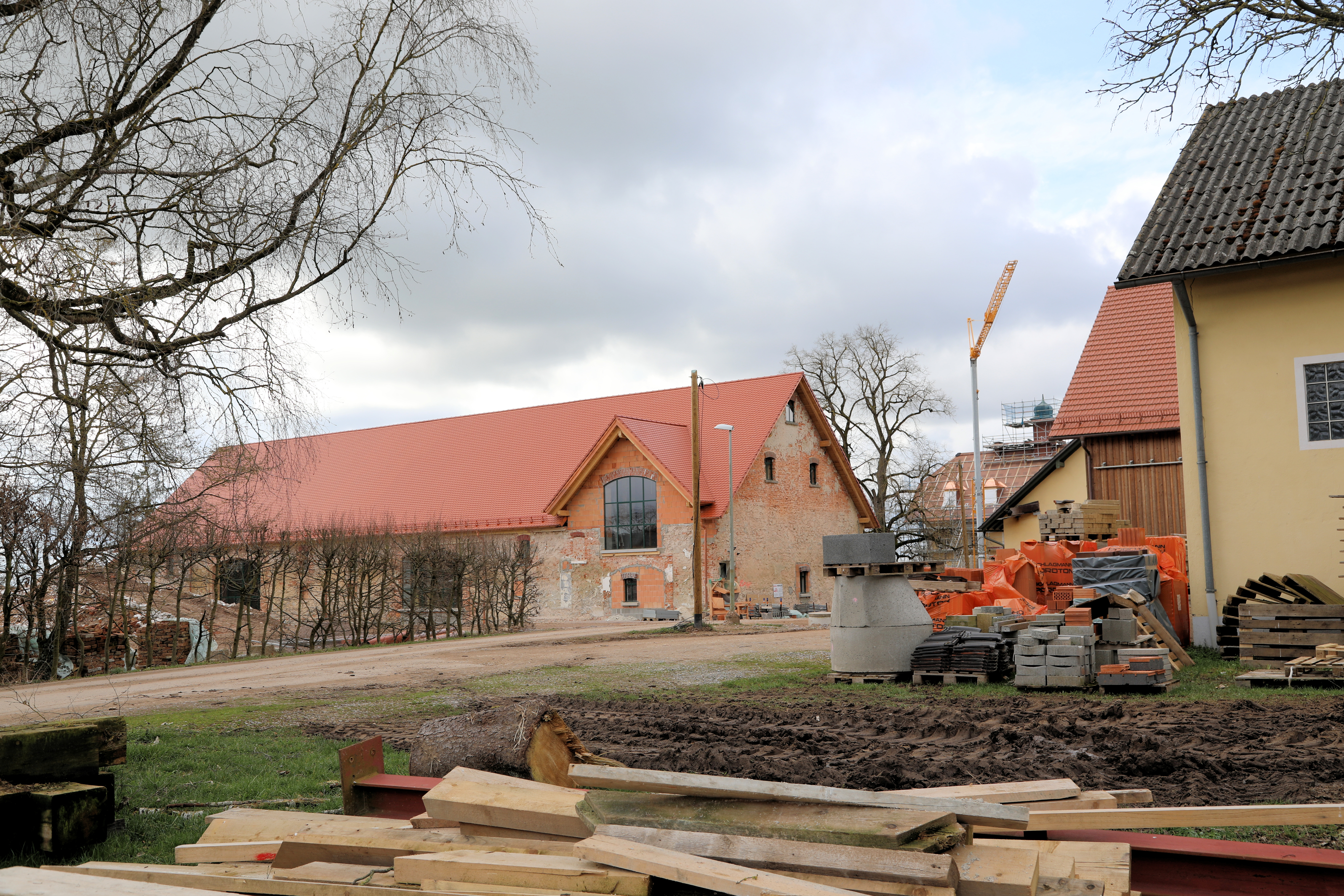
Gutskomplex (2023)
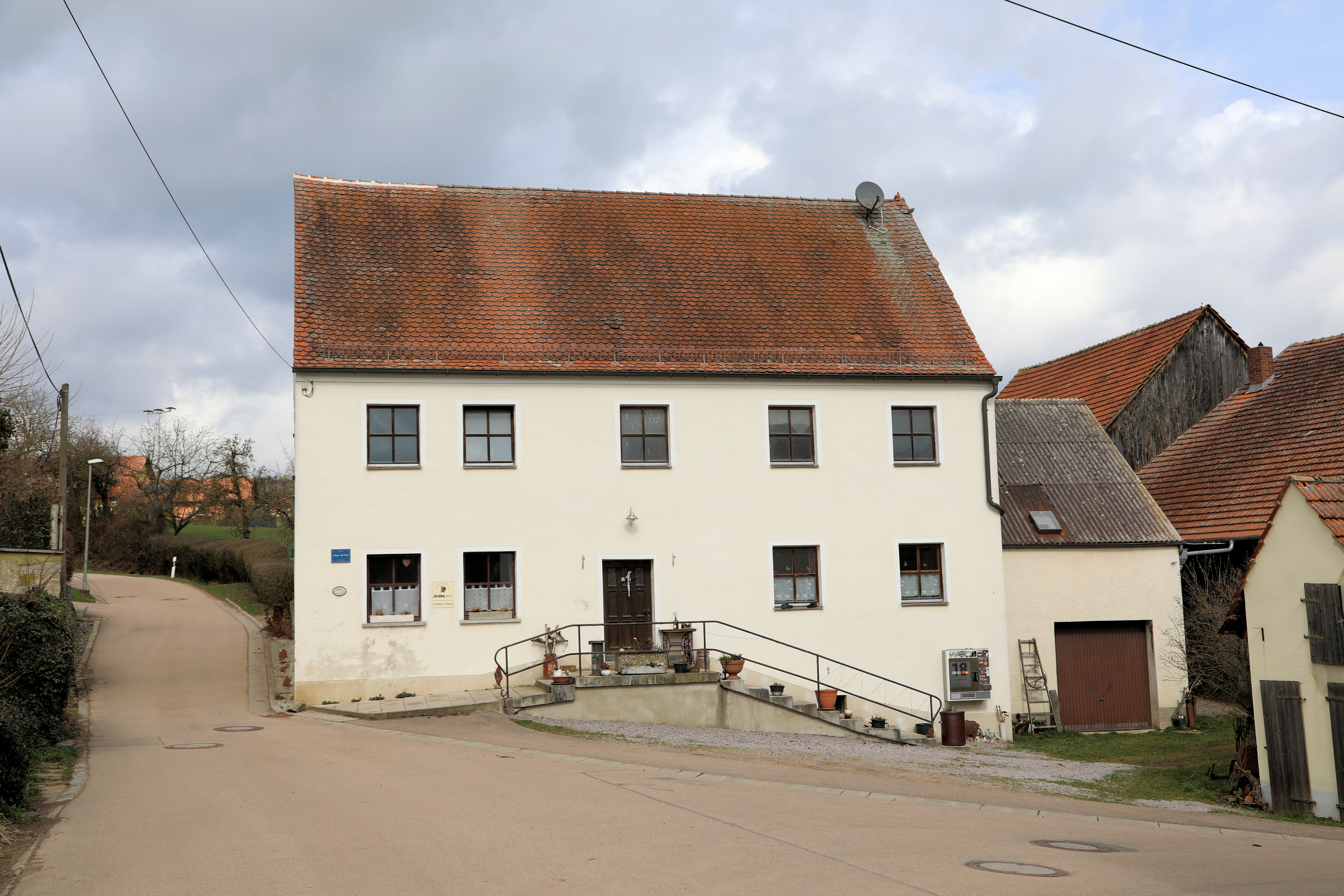
Dorfwirtshaus (2023)

In der Ortsmitte von Brudersdorf befindet sich die Kirche Mariä Heimsuchung. Die Kirche und die sie umgebende Friedhofsmauer ist denkmalgeschützt mit der Nummer D-3-76-144-106. Der Platz, auf dem die Kirche steht, ist ein Bodendenkmal mit der Nummer D-3-6538-0044. Im Untergrund dieses Platzes befinden sich archäologische Zeugnisse für ältere Bauphasen und Vorgängerbauten, die bis in das Mittelalter und die Frühe Neuzeit zurückgehen.
Die Kirche wurde als romanische Kirche erbaut. Aus dem 13. Jahrhundert ist die romanische Chorturmanlage erhalten. Sie hat ein Pyramidendach und Fenster und einen Eingang mit spitzbogigen Sandstein-Gewänden. Das Südfenster und das Westportal sind gotisch und entstanden bei einer westlichen Langhauserweiterung Mitte des 14. Jahrhunderts. Das Langhaus trägt ein Satteldach mit Zahnfriesgesims. Im 17. und 18. Jahrhundert wurde die Kirche barockisiert und erhielt ihre heutige Gestalt. Reste gotischer Bemalung wurden nach ihrer Entdeckung wieder übertüncht. Die Kirche enthält eine Steinmadonna aus dem 14. Jahrhundert und ein gotisches Taufbecken.
Die Kirche steht mitten in einem alten Friedhof, der von einer Friedhofsmauer mit Rundbogenportal aus Bruchsteinmauerwerk umgeben ist. Diese Friedhofsmauer stammt aus dem 17. Jahrhundert und steht ebenfalls unter Denkmalschutz.
An der Westseite der Kirche befindet sich der große Bauernhof Brudersdorf 7, das ehemalige Schloss Brudersdorf, der ebenfalls unter Denkmalschutz steht mit der Nummer D-3-76-144-105. Er enthält als Herrenhaus einen zweigeschossigen Schopfwalmdachbau mit Dachreiter und hohem Kellergeschoss. Seine Fassade ist mit Gesimsen und Eckquaderung gestaltet. Die Fenster haben geohrte Faschen. Das Eingangsportal hat eine dreiseitige Freitreppe. Giebelseitig ist ein kleiner Balusterschrot im Heimatstil aus dem 20. Jahrhundert angebracht. Der Hof ist umgeben von Wirtschaftsgebäuden, Stallungen und eingeschossigen Satteldachbauten mit flachbogigen Gewändeöffnungen.